# Федорович Володислав Іванович
Володисла́в Валентин Федоро́вич  гербу Огінець (26 травня 1845, с. Білітівка, нині Білинівка — 22 грудня 1917, Київ / 21 січня 1918, Вікно) — український галицький земельний магнат, публіцист, культурно-просвітницький, громадсько-політичний діяч, меценат. Дійсний член НТШ.

## Життєпис
Народився 26 травня 1845 року в с. Білітівка (пізніше — Скалатського повіту, Королівство Галичини та Володимирії, Австрійська імперія, нині Білинівка Гусятинського району Тернопільської області, Україна). Син дідича-народовця Івана Федоровича з села Вікно (Тернопільщина) та його дружини Кароліни з Наг(х)ліків (пол. Karolina Nahlik, померла передчасно), вихований батьком в українському патріотичному дусі. Власник земельного маєтку в с. Вікно. Охрещений за унійним обрядом. Мав сестру Людмилу (?—1849).
Закінчив Першу класичну гімназію в Тернополі в 1864 році. Під час повстання 1863 року мав намір взяти в ньому участь, але цьому різко спротивився батько — противник будь-яких повстань. Під впливом директора гімназії о. Василя Ільницького зацікавився філософсько-історичними науками й мистецтвом. Після закінчення гімназії продовжував за кордоном у товаристві о. В. Ільницького. У Відні заприязнився з Артуром Ґроттґером, який учив його рисунку.
Два роки вчився у Віденському університеті (право) (1866—1868). Закінчив право у Львові. У 1868—1870 р. навчався в Сорбонні, Колєж де Франс (Париж), пізніше подорожував майже всією Європою (Англія, Франція, Швейцарія, Італія, Німеччина), Росією.
Успадкувавши маєток батька 1871 р., швидко потроїв його. За даними Адама Бонецького, йому належали маєтки у селах Вікно, Товсте, Шляхтинці та інших. Запровадив зразкове хліборобське господарство, ткацьку майстерню (працювали майстри А. Івахів, А. Турик) у Вікні, в Товстому — боднарсько-ковальсько-гончарську школу.
У 1873—1877 роках — голова товариства «Просвіта» у Львові, його почесний член (дав товариству на видавництво шкільних книжок 12 000 ґульденів), фінансував археологічні розкопи в Галичі й археологічну виставку у Львові. 1873—1874 років у його маєтку у с. Вікно проживав український маляр Корни́ло Устияно́вич (малював портрети, пейзажі).
1879—1882 — посол до австрійського парламенту (Палата послів, посол від українців за сприяння польського комітету; обраний від курії сільських громад в окрузі Жовква — Сокаль — Рава-Руська в 2-му турі після гострої боротьби з кандидатом старорусинів). Згодом досмертний член Палати Панів з 1902 року, відстоював інтереси українців. Домігся від цісаря Австро-Угорщини ухвали про викладання українською мовою в старших класах академічної гімназії у Львові.
У 1885 р. брав участь в складі депутації, яка протестувала в цісаря Франца Йозефа проти реформу ордену Василіян.
Зібрав у Вікні скарби народного мистецтва, заснував там школу і виробництво килимів. З нагоди відвідин Тернополя 1887 року наступником престолу архикнязем Рудольфом влаштував там українську етнографічну виставку — єдину в Галичині своїми розмірами й багатством (секретарем і кореспондентом працював Іван Франко).
22—23 листопада 1884 року (за іншою версією у квітні 1883 року) відвідав разом з Іваном Франком Яблунів (побували у маєтку графа Р. Чарторийського; «силуваний візит» для І. Франка). Після написання І.Франком половини біографії батька наполягав, щоб той «прикрасив» дещо з минулого І.Федоровича, тому співпраця завершилась.
У 1894 р. брав участь у фундуванні українського етнопавільйону Виставки у Львові. Сприяв спробам українців зблизитись з австрійцями, поляками, зокрема, ініціативам Куліша, Барвінського. Через це мав складні стосунки з поляками, на нього писали пасквілі. Стоячи поміж таборами, не міг стати послом Галицького сейму ні як поляк, ні як українець. Засідав у Скалатській повітовій раді 1876—1882 років. Був куратором крайової колодійсько-ковальсько-гончарської школи в Товстому; заснував школу килимарства у Вікні.
27 липня 1917 року його маєток пограбували, підпалили збільшовичені російські солдати під час відступу війська з Галичини і знищили архів, велику бібліотеку, збірку старих українських килимів та ґалерію картин (всього бл. 300 штук, зокрема, одне полотно, певне, було роботи Кранаха-старшого, також їх авторами Шимон Чеховіч, Юліуш Коссак та інші).
Видав спогади про мандрівки Європою «Studya artystyczne, literaskie i spolecznie», праці батька; зібрав матеріяли для великої історичної праці про події 1809 року, опублікував I-й том французькою мовою.
У 2021 році в селі Вікно Гримайлівської громади Тернопільської області розпочався процес створення музею Володислава Федоровича. 
На базі історико-краєзнавчого музею у с.Вікно, започаткованого в 2007 році Ганною Чемерою, планують організувати виставкові зали зі зразками унікальних килимів, предметів побуту, експозиціями світлин та архівних матеріалів. 

### Сім'я
Донька — письменниця Іванна Кароліна, відома як Дарія Віконська.